# Panserraikos FC
Panserraikos F.C. este un club de fotbal din Serres, Grecia care evoluează în Superliga Greacă. Echipa susține meciurile de acasă pe Stadionul Municipal Serres cu o capacitate de 9.500 de locuri.

## Jucători notabili
| Grecia - Dimitrios Aivazidis - Sakis Anastasiadis - Ioakim Chavos - Traianos Dellas - Evaggelos Kalogeropoulos - Christos Melissis - Ilias Savvidis - Panagiotis Sofianopoulos - Konstantinos Tarasis - Zisis Tsekos - Georgios Tsifoutis | Albania - Edvin Murati Algeria - Maamar Mamouni Bulgaria - Yordan Gospodinov - Georgi Georgiev - Ivaylo Panchev - Boycho Velichkov Liberia - Kelvin Sebwe | Noua Zeelandă - Kris Bright România - Marius Baciu - Valentin Badea Turcia - Deniz Baykara SUA - Jeremiah White |